# Freqüència d'ona
La freqüència d'ona és el nombre de repeticions per unitat de temps de qualsevol event periòdic, és a dir, el nombre de vegades que l'oscil·lació de l'ona es repeteix en un segon. Es representa amb la lletra grega nu (n). D'acord amb la seva definició es tindrà i, per tant, i, per tant, La freqüència es mesura en cicles/segon. Això és el que s'anomena hertz (Hz). Així mateix, es pot definir com la inversa del període. El període és el temps que l'ona tarda des d'un punt d'amplitud màxima fins al següent. Per calcular la freqüència, es fixa un interval de temps i es compta el nombre de vegades que ocorre l'esdeveniment en l'interval en qüestió (anar a figura 1). Aleshores, es divideix aquesta quantitat per la llargària de l'interval de temps. D'aquesta manera, la freqüència (f) és proporcional a la velocitat de fase de l'ona (v) dividida aquesta per la longitud d'ona (A). (anar a figura 2)

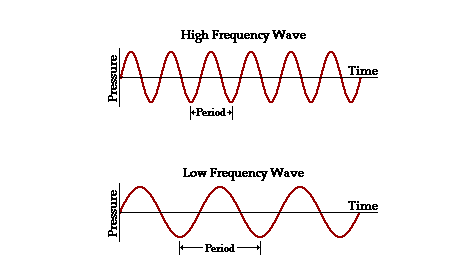
Figura 1

La freqüència és una magnitud invariable, que per tant no pot ser modificada per cap procés físic excepte per la seva velocitat de propagació o longitud d'ona. Entenem per longitud d'ona la magnitud física que indica la mida d'una ona, que és la distància entre el principi i el final d'una ona completa (també anomenat cicle). Així, la longitud d'ona també es pot definir com la separació espacial existent entre dos punts l'estat de moviment de la qual és idèntic.
Per a una ona donada, la longitud d'ona és inversament proporcional a la freqüència, essent la constant de proporcionalitat la velocitat de propagació de l'ona.

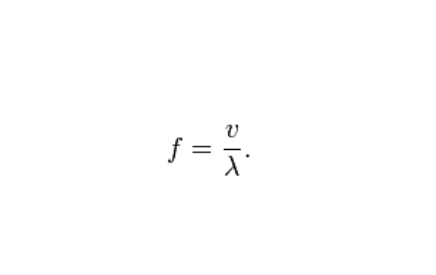
Figura 2

## Aplicacions
Aquesta unitat es fa servir també per molts processos periòdics tot i que no siguin explícitament ones. Per exemple, de vegades en comptes de dir que en el cinema s'enregistren 24 imatges per segon es diu que la freqüència d'enregistrament és de 24 Hz.

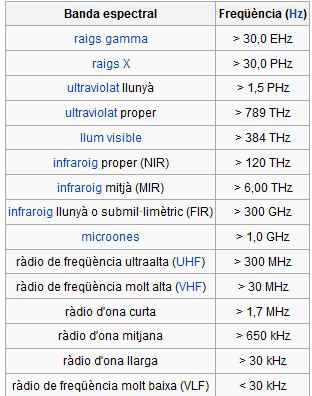
Figura 3

En mecànica quàntica, la freqüència d'oscil·lació de la funció d'ona d'estat representa l'energia d'aquest i, per tant, hom escull sovint el sistema d'unitats de tal manera que la freqüència i l'energia s'expressin en les mateixes unitats. En altres paraules, el factor de conversió entre la freqüència i l'energia –la constant de Planck a l'equació E = hν– és proporcional a 1.
Per als processos cíclics com són la rotació, l'oscil·lació o les ones la freqüència es defineix com el nombre de cicles o períodes per unitat de temps. A les disciplines de la física i l'enginyeria com l'òptica, l'acústica i la ràdio la freqüència es representa habitualment amb la lletra f o amb la lletra grega ν (ni).
En unitats del SI, com ja hem dit el resultat es mesura en hertzs, anomenat d'aquesta manera en honor del físic alemany Heinrich Rudolf Hertz. 1 Hz és equivalent a un esdeveniment es repeteix una vegada cada segon, i la unitat va ser coneguda originàriament com a cps o cicle per segon.
Altres unitats que s'han utilitzat per tal de mesurar la freqüència són els cops per minut o batecs per minut (bpm) que s'utilitza per mesurar el tempo de la música (i el ritme del cor) o les revolucions per minut (rpm) en el cas de la freqüència de rotació.
Tant els valors en bpm com en rpm poden ser convertits en hertz dividint per 60, doncs 1 Hz és proporcional a 60 rpm.

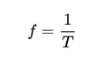
Figura 4

Un altre mètode alternatiu per tal de calcular la freqüència és mesurar el temps entre dos esdeveniments consecutius (al que anomenem el període) i llavors calcular la freqüència com la inversa d'aquest temps (on T és el període)(anar a figura 4)